# Čepí

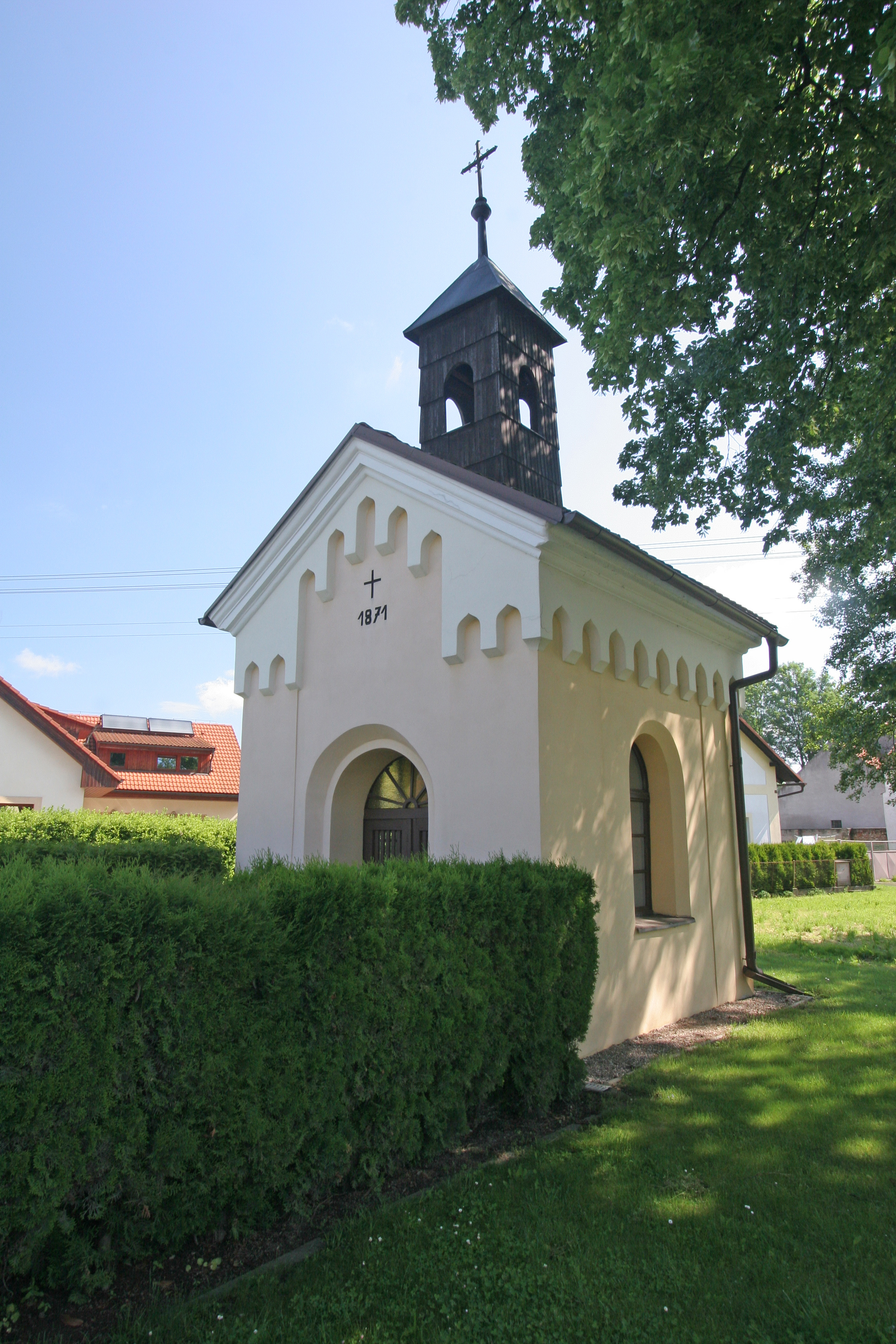
Kapelle der Jungfrau vom Karmel

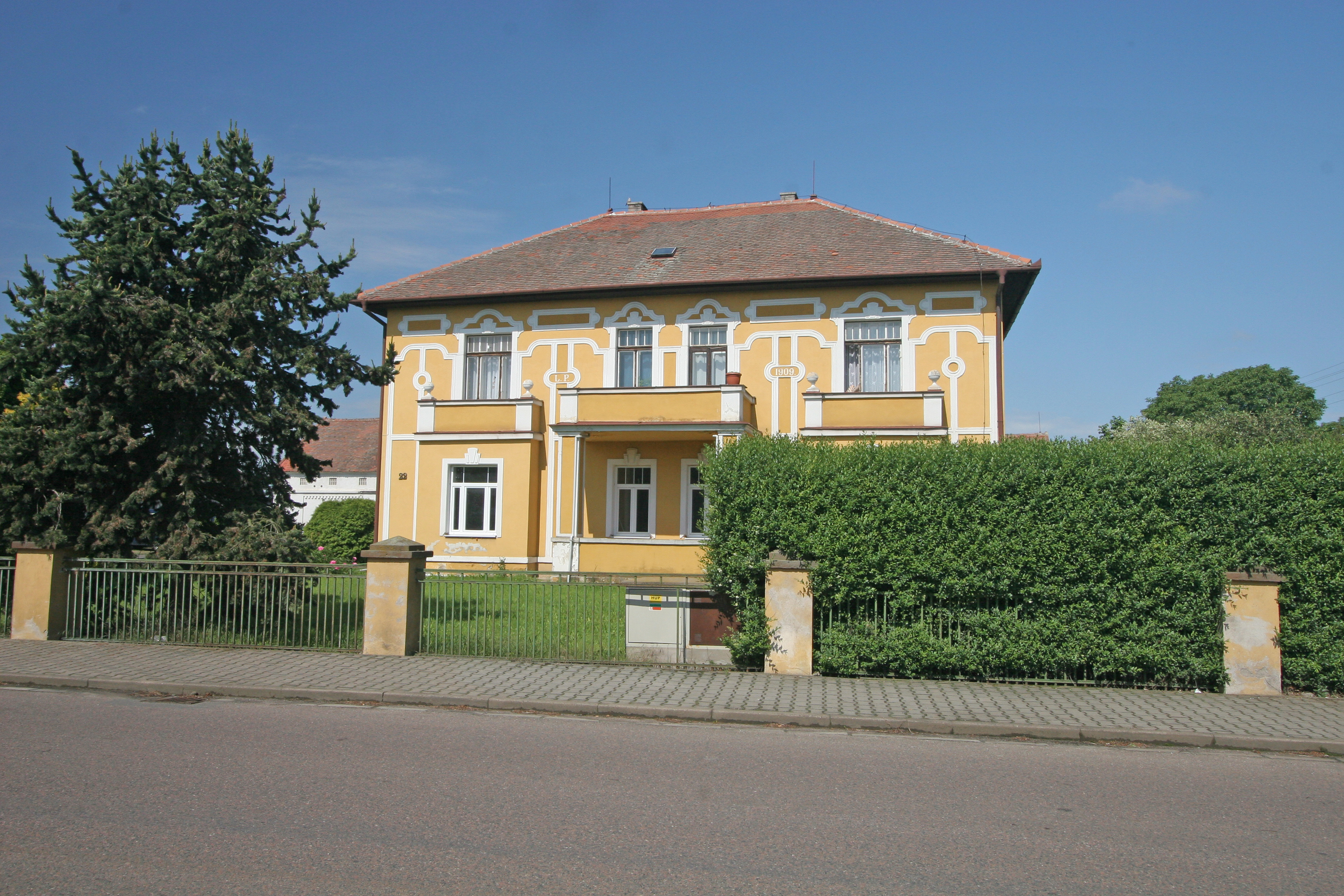
Haus Nr. 22

Čepí (deutsch Czep, 1939–1945 Tschep) ist eine Gemeinde in Tschechien. Sie liegt acht Kilometer südwestlich des Stadtzentrums von Pardubice und gehört zum Okres Pardubice.

## Geographie
Čepí befindet sich am Bach Dubanka auf der Heřmanoměstecká tabule (Hermannstädtler Tafel). Zwei Kilometer südlich verläuft die Bahnstrecke Heřmanův Městec–Borohrádek. 
Nachbarorte sind Starý Mateřov und Dubany im Norden, Staré Jesenčany und Dražkovice im Nordosten, Blato  und Dřenice im Osten, Třibřichy im Südosten, Bylany und Rozhovice im Süden, Doubrava und Klešice im Südwesten, Jezbořice und Cerhov im Westen sowie Barchov, Veselá und Hladíkov im Nordwesten.

## Geschichte
Die Gegend war bereits während der Bronzezeit besiedelt, in der Umgebung von Čepí wird eine prähistorische Siedlung vermutet. 1881 fand ein Bauer beim Tiefpflügen einen aus zwei großen Fibeln, 29 Ösenhalsringen (hřivna) und Schmuckfragmenten bestehenden Bronzeschatz aus der Zeit der Schlesisch-Platenitzer Kultur. Ein weiteres Bronzedepot, das u. a. sieben kreisförmige Spiralen enthielt und der Lausitzer Kultur zuzuordnen ist, wurde 1894 entdeckt. Außerdem wurde 1932 ein Körpergrab mit tönernen Beigaben aufgefunden.
Die erste schriftliche Erwähnung des Ortes erfolgte 1375 als Besitz des Edelknechtes Ješek von Čepie. Nach dem Erlöschen des Vladikengeschlechts  von Čepie setzte in den Jahren 1459–1464 ein Streit um die nachgelassenen Güter ein. Das Gut Čepie fiel Bohuslav von Drahobudice zu, nachfolgender Besitzer war Jan Přehovský von Zasmuk. Zu Beginn des 16. Jahrhunderts erwarb Zdislav der Älteste von Dobřenice das Gut Čepí; er verkaufte es 1543 an die Kuttenberger Bergknappschaft. Am 4. Mai 1694 kaufte Kaiser Leopold I. der Bergknappschaft das Gut Czepie, welches für die Knappschaft so gut wie keinen Nutzen hatte, für 8500 Rheinische Gulden und weitere 36 Gulden Schlüsselgeld ab und schlug es der Kameralherrschaft Pardubitz zu. Das Dorf wurde der Rychta Jezbořice unterstellt. Weitere Namensformen waren zu dieser Zeit Čziepie, Čzepy und Czepy. Die herrschaftliche Schänke mit dem Laden wurde 1780 an einen Privateigentümer verkauft. Haupterwerbsquelle bildete die Landwirtschaft, auf den Feldern wurden v. a. Hanf, Flachs und Hirse angebaut. 1818 lebten in den 23 Häusern des Dorfes 187 Menschen.
Im Jahre 1835 bestand das im Chrudimer Kreis gelegene Dorf Čep bzw. Čepy aus 22 Häusern, in denen 170 Personen lebten. Im Ort gab es ein Wirtshaus. Pfarrort war Gezbořitz. Bis zur Mitte des 19. Jahrhunderts blieb Čep der k.k. Kameralherrschaft Pardubitz untertänig.
Nach der Aufhebung der Patrimonialherrschaften bildete Čepy ab 1849 eine Gemeinde im Gerichtsbezirk Pardubitz. Ab 1868 gehörte die Gemeinde zum Bezirk Pardubitz. Zwischen 1897 und 1899 wurde die Bahnstrecke Heřmanův Městec–Borohrádek angelegt. Im Jahre 1918 hatte Čepy 337 Einwohner. 1924 wurde der amtliche Gemeindename in Čepí geändert. 1949 wurde Čepí dem Okres Pardubice-okolí zugeordnet. Dieser wurde im Zuge der Gebietsreform von 1960 aufgehoben, seitdem gehört das Dorf wieder zum Okres Pardubice. Im Jahre 2000 kaufte die Gemeinde das Gelände der ehemaligen Ziegelei für einen Ausbau zum Gewerbegebiet.

## Gemeindegliederung
Für die Gemeinde Čepí sind keine Ortsteile ausgewiesen. 

## Sehenswürdigkeiten
- Kapelle der Jungfrau vom Karmel auf dem Dorfplatz, errichtet 1871
- Gedenkstein für die Gefallenen des Ersten Weltkrieges